# 天神ウォッチ新聞女子
『天神ウォッチ新聞女子』（てんじんウォッチしんぶんじょし）は、2017年4月3日から2018年3月30日までRKB毎日放送で生放送されていた情報番組（福岡県ローカル）である。

## 概要
RKB毎日放送では、これまで平日午前10時枠はテレビショッピングやドラマなどの再放送を放送していたが、生情報番組の多様化などを目的に、2017年春改編からその枠に自社制作による生情報番組を新たに立ち上げることとなった。これが、本番組である。同局が平日午前帯に自社制作の生番組を編成するのは、『RKB朝の情報BOX』（1985年10月 - 1988年12月）が終了して以来、28年3ヶ月ぶり。また当番組の開始により、RKB毎日放送では『はやドキ!』、『あさチャン』、『ビビット』、当番組、『ひるおび!』、『今日感テレビ』、『Nスタ』、『今日感ニュース』と火 - 金曜には5時から19時まで生放送番組が8つ連続することになった（月曜は『はやドキ!』が制作局のTBSと同様4時開始であるも、当番組とRKB毎日放送における『ひるおび!』の間に65分のインターバルがあるため、生放送8番組が連続という体ではない）。
本番組は福岡市中央区天神にある毎日新聞福岡本部（毎日福岡会館）4階にあるサテライトスタジオからの生放送。番組の内容は、女性をターゲット層としたもので、毎日新聞とスポーツニッポンの記者が日替わりで出演し、旬のニュースやスポーツ、芸能などの話題を、MCの女子アナウンサーとともに番組独自の目線で伝えていく。
放送開始からわずか1年をもって終了した。後番組は『今日感モーニング』。なお、MCを務めていた武田早絵・田中みずきは同番組に続役する。

## 出演者
メインキャスター
- 武田早絵（RKB毎日放送アナウンサー、月 - 木曜）
- 田中みずき（RKB毎日放送アナウンサー、金曜）

サブキャスター
- 希実（月 - 金曜）

## 放送時間
- 月 - 金曜日 9:55 - 10:25（JST）
  - 特別番組やテレビショッピング（主にジャパネットたかたの生放送）、あるいは報道特別番組（自社制作[2]を含む）で本番組を休止することがあった。